# Scelio muraii
Scelio muraii är en stekelart som beskrevs av Watanabe 1955. Scelio muraii ingår i släktet Scelio och familjen Scelionidae. Inga underarter finns listade i Catalogue of Life.